# Den Blå Avis
Den Blå Avis eller DBA og dba.dk, var engang Danmarks største formidler af køb og salg mellem private. Selskabet blev i 1981 startet af Jac Nellemann, der efter udgivelsen af første udgave af avisen fik Karsten Ree som kompagnon.
DBA (samt Bilbasen og Bilinfo) beskæftiger i alt ca. 200 medarbejdere, som er placeret på domicilerne i Højbjerg ved Århus og Christianshavn. dba.dk har i dag mere end 1.200.000 unikke besøgende pr. måned[kilde mangler] og er derfor en af de største handelssider i Danmark. dba.dk har i år 2007 vundet flere priser både e-handelsprisen og Webchamp prisen.[kilde mangler]

## Ejerforhold
Virksomheden bag dba.dk og bilbasen.dk blev i 2008 solgt til amerikanske eBay for en samlet pris på 2,1 milliarder kroner. eBay solgte i juni 2020 hele sin classifieds forretning til den norske virksomhed Adevinta, der er delvist ejet af eBay og af den norske medievirksomhed Schibsted. En del af aftalen var, at Schibsted overtog den danske del af eBay Classifieds Group bestående af DBA, Bilbasen og Bilinfo. Den ejes i dag af Schibsted Denmark ApS.

## Historik
- 1981: Avisen lanceres for første gang. Første nummer hed 30.OKT-4. NOV.
- 1988: Partnerskabet mellem Nellemann og Ree stoppede, og Ree overtog avisen
- 1995: Avisen lancerer en online markedsplads, dba.dk på nettet
- 1996: Vinder af Det gyldne @ – E-handelsprisen
- 2006: Shoppit åbnes
- 2007: Avisen går fra betaling til gratis avis
- 2007: Vinder af E-handelsprisen – Købmandsprisen[5]
- 2007: Vinder af Webchamp – Bedste navigation på nettet
- 2008: Dba.dk fjerner adgangsforretningen og bliver gratis
- 2008: Den Blå Avis sælges til eBay
- 2010: DBA udkommer som app til iPhone og Android
- 2014: Den fysiske avis udgives for sidste gang. Sidste nummer udkommer 23. december 2014. 34. årgang
- 2021: DBA sælges til Schibsted

## Ekstern henvisning
- Den Blå Avis' hjemmeside Arkiveret 24. september 2005 hos  Wayback Machine